# Danh sách Lữ đoàn Auxilia Quân đội La Mã
Đây là bài viết liệt kê các Lữ đoàn Auxilia Đế quốc La Mã tồn tại trong thế kỷ thứ hai CN (là niên đại có nhiều tư liệu thuyết phục nhất). Các Lữ đoàn được sắp xếp theo địa phương họ đóng quân lâu nhất.
Phiên hiệu của hầu hết các Lữ đoàn đều có tên địa phương nơi họ được thành lập và chiêu mộ binh lính đợt đầu tiên. Đó cũng được coi là quê hương của họ. Các Lữ đoàn Auxilia được chia thành ba loại: ala (lữ đoàn kị binh - kị đoàn), cohors equitata (lữ đoàn bộ binh) và cohors equitata (lữ đoàn kị bộ binh hỗn hợp). Một số Lữ đoàn có từ La-tinh sagittariorum cho biết họ là Lữ đoàn cung thủ. Một số ít Lữ đoàn có từ milliariae nghĩa là họ có quân số gấp đôi một Lữ đoàn bình thường.

## Lữ đoàn Auxilia tồn tại trong thế kỷ thứ hai

### XứBritania
| ALA | X | COHORS | COHORS | COHORS |
| --- | - | --- | --- | --- |
| Agrippina Miniata I Hispanorum Asturum II Asturum Augusta Gallorum Petriana c.R. Augusta Gallorum Proculeiana Picentiana Gallorum II Gallorum Sebosiana Gallorum et Thracum Classiana I Pannoniorum Sabiniana I Pannoniorum Tampiana I Thracum I Tungrorum Hispanorum Vettonum Augusta Vocontiorum |   | I Aquitanorum II Asturum eq IV Breucorum I Augusta Bracarum III Bracaraugustanorum I Baetasiorum c.R. I Batavorum eq I Celtiberorum I Aelia classica I Ulpia Cugernorum c.R. I Aelia Dacorum I Delmatarum II Delmatarum IV Delmatarum I Frisiavonum | II Gallorum veterana eq IV Gallorum eq V Gallorum VI Gallorum I Hispanorum eq I Aelia Hispanorum eq I Lingonum eq II Lingonum eq III Lingonum eq IV Lingonum eq I Menapiorum I Morinorum I nauticarum I Augusta Nerviana Germanorum eq I Nerviorum II Nerviorum | III Nervorum IV Nerviorum II Pannoniorum V Raetorum I Sunucorum I Thracum II Thracum veterana VII Thracum I Tungrorum II Tungrorum c.L. eq I Vangionum eq I Vardulorum c.R. eq II Vasconum c.R. I Hamiorum sagitt |

### Hạ Germania

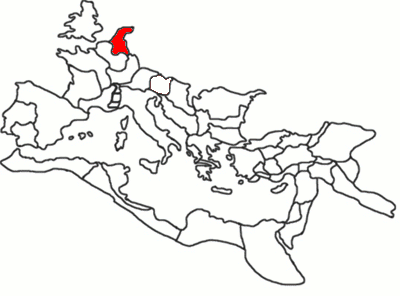
Nội Germania.

| ALA | X | COHORS | COHORS |
| --- | - | --- | --- |
| Afrorum veterana Longiniana Gallorum Gallorum et Thracum classiana Moesica felix I Noricorum c.R. Sulpicia c.R. I Thracum |   | II Asturum III Breucorum VI Breucorum VI Brittonum I civium Romanorum eq II civium Romanorum eq I classica II Hispanorum I Flavia Hispanorum eq | VI ingenuorum c.R. I Latobicorum et Varcianorum I Lucensium I Pannoniorum et Delmatarum eq I Raetorum eq c.R. VI Raetorum IV Thracum eq II Varcianorum eq XV voluntariorum c.R. |

### Thượng Germania

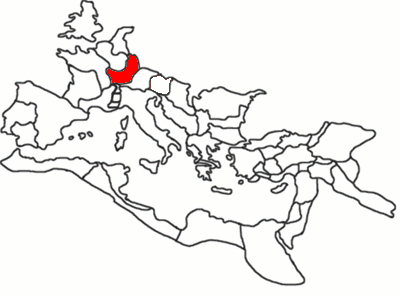
Ngoại Germania.

| ALA                           | X | COHORS | COHORS |
| ----------------------------- | - | --- | --- |
| Gallorum Indiana I Scubulorum |   | I Aquitanorum veterana III Aquitanorum eq c.R. IV Aquitanorum eq c.R. I Asturum equitata eq I Biturigum Augusta Cyrenaica eq II Augusta Cyrenaica I Flavia Damascenorum III Delmatarum eq V Delmatarum I Germanorum c.R. | I Helvetiorum II Hispanorum eq Ituraeorum c.R. I Ligurum et Hispanorum c.R. II Raetorum c.R. VII Raetorum eq IV Vindelicorum XXIV voluntariorum c.R. (XXVI voluntariorum c.R. XXX voluntariorum c.R. (XXXII voluntariorum c.R. |

### Raetia/Noricum

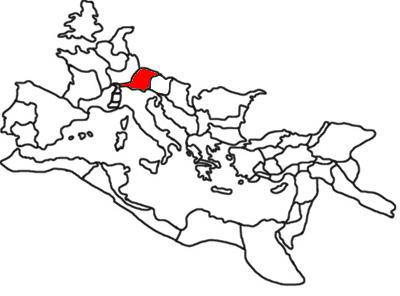
Raetia

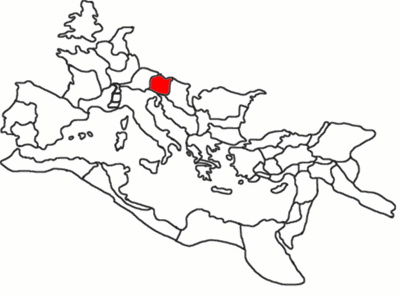
Noricum

| ALA                                                                                      | X | COHORS | COHORS                                                                                              |
| ---------------------------------------------------------------------------------------- | - | --- | --------------------------------------------------------------------------------------------------- |
| (I Hispanorum Auriana I Commagenorum II Flavia I Flavia gemina c.R. I Flavia singularium |   | II Aquitanorum eq c.R. I Asturum II Batavorum IX Batavorum eq V Bracaraugustanorum I Breucorum c.R. V Breucorum c.R. eq III Britannorum I Aelia Brittonum I Raetorum II Raetorum | II Thracum III Thracum c.R. III Thracum veterana IV Tungrorum veterana I Flavia Canathenorum sagitt |

### Pannonia

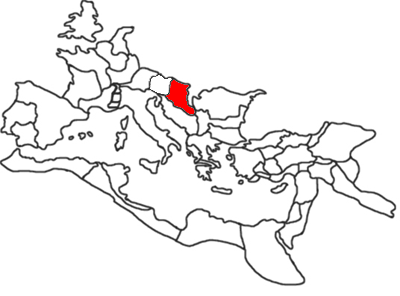
Pannonia

| ALA | X | COHORS | COHORS |
| --- | - | --- | --- |
| I Hispanorum Aravacorum I Flavia Britannica c.R. I Brittonum c.R. I Cananefatium I civium Romanorum I Augusta Ituraeorum I Praetoria singularium c.R. I Thracum victrix II Augusta Thracum I Ulpia contariorum I Thracum veterana sagitt III Augusta Thracum sagitt |   | I Alpinorum eq I Alpinorum peditata II Alpinorum eq II Asturum et Callaecorum eq III Batavorum eq VII Breucorum c.R. eq I Brittonum V Callaecorum Lucensium eq I Campanorum voluntariorum c.R. II Augusta Dacorum eq I Lusitanorum Cyrenaica III Lusitanorum I Montanorum eq | I Noricorum eq I Ulpia Pannoniorum eq I Thracum c.R. I Thracum Germanica I Thracum Syriaca equitata eq II Augusta Thracum eq I Aelia Caesariensis sagitt I Aelia Gaesatorum sagitt |

### Thượng Moesia

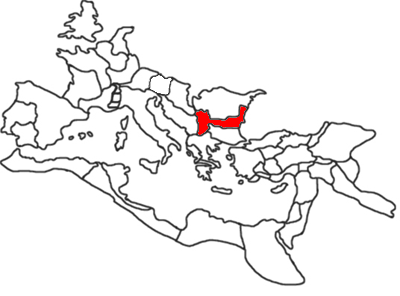
Thượng Moesia bên phải và Hạ Moesia bên trái.

| ALA                                          | X | COHORS | COHORS                                    |
| -------------------------------------------- | - | --- | ----------------------------------------- |
| I Claudia nova miscellanea Gallorum Flaviana |   | III Brittonum veterana eq III campestris c.R. V Gallorum eq V Gallorum et Pannoniorum V Hispanorum eq I Pannoniorum veterana eq | I Antiochensium sagitt I Cretum eq sagitt |

### Hạ Moesia
| ALA | X | COHORS | COHORS |
| --- | - | --- | --- |
| II Hispanorum Aravacorum I Vespasiana Dardanorum I Flavia Gaetulorum Gallorum Atectorigiana I Claudia Gallorum Capitoniana I Gallorum et Pannoniorum cataphractaria |   | I Bracarorum c.R. II Bracaraugustanorum eq II Flavia Brittonum eq I Lepidiana c.R. II Lucensium I Lusitanorum II Mattiacorum eq | I Flavia Numidarum eq I Sugambrorum tironum I Claudia Sugambrorum veterana eq I Thracum Syriaca II Chalcidenorum sagitt I Cilicum eq sagitt |

### XứDacia Trajana
| ALA | X | COHORS | COHORS | COHORS |
| --- | - | --- | --- | --- |
| I Asturum I Batavorum I Bosporanorum I Hispanorum Campagonum I Gallorum et Bosporanorum II Gallorum et Pannoniorum I Hispanorum II Pannoniorum II Pannoniorum veterana I Tungrorum Frontoniana I Flavia Commagenorum sagitt numerus equitum Illyricorum |   | I Afrorum c.R. eq I Batavorum c.R. II Flavia Bessorum I Bracaraugustanorum I Britannica c.R. eq (II Britannorum c.R. I Flavia Brittonum eq I Ulpia Brittonum I Augusta Brittonum Nerviana II Augusta Brittonum Nerviana I Cananefatium I Flavia Commagenorum | (I Cypria c.R.) II Gallorum II Gallorum Dacica II Gallorum Macedonica eq II Gallorum Pannonica III Gallorum I Hispanorum I Hispanorum veterana eq I Flavia Ulpia Hispanorum c.R. eq II Hispanorum scutata c.R. IV Hispanorum eq V Lingonum | II Flavia Numidarum VIII Raetorum eq c.R. VI Thracum eq Ubiorum eq I Ubiorum I Vindelicorum c.R. eq I Augusta Ituraerorum sagitt I Thracum sagitt I Tyriorum sagitt |

### Cappadocia
| ALA                                                                                          | X | COHORS | COHORS                                                                                                 |
| -------------------------------------------------------------------------------------------- | - | --- | --- |
| II Ulpia Auriana I Augusta gemina colonorum I Ulpia Dacorum II Gallorum I Parthorum veterana |   | Apula c.R. I Bosporanorum I Claudia eq II Claudia I Hamiorum c.R. I Italica voluntariorum c.R. milliaria c.R. eq I Numidarum | II Ulpia Petreorum eq III Ulpia Petreorum eq I Raetorum eq IV Raetorum eq III Augusta Cyrenaica sagitt |

### Xứ Syria

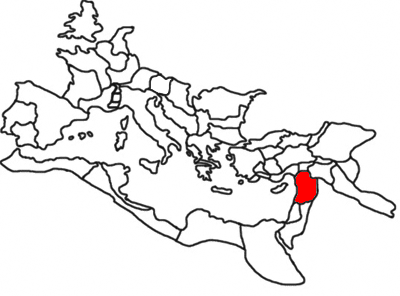
Xứ Syria

| ALA | X | COHORS | COHORS | COHORS |
| --- | - | --- | --- | --- |
| I Flavia Agrippiana II Flavia Agrippiana Gaetulorum veterana Í Phrygum VII Phrygum I Ulpia singularium I Thracum Herculanea Augusta Xoitana I Ulpia dromedariorum Gallorum et Thracum Antiana sagitt |   | III Bracarum IV Bracarugustanorum III Callaecorum Bracarum IV Callaecorum Lucensium II Cantabrorum II classica I Ulpia Dacorum III Dacorum I Damascena Armeniaca II equitum eq II Ulpia equitatum eq I Flavia I Gaetulorum I Ulpia Galatarum | II Ulpia Galatarum VII Gallorum eq V gemella c.R. VI Hispanorum II Ligurum et Corsorum I Lucensium I Augusta Lusitanorum I Montanorum I Augusta Pannoniorum II Ulpia Paphlagonum III Ulpia Paphlagonum eq IV Ulpia Petreorum V Ulpia Petreorum eq VI Ulpia Petreorum | I Sebastena I Thracum III Augusta Thracum II Thracum Syriaca III Thracum Syriaca IV Thracum Syriaca I Ascalonitanorum sagitt I Flavia Chalcidenorum eq sagitt I Damascenorum sagitt II Italica voluntariorum c.R. sagitt I Ulpia Petreorum eq sagitt I Ulpia c.R. sagitt I Augusta Thracum eq sagitt |

### Xứ Ai Cập thuộc Rome (Aegyptus)
| ALA                                                                                     | X | COHORS | COHORS                                                                          |
| --------------------------------------------------------------------------------------- | - | --- | ------------------------------------------------------------------------------- |
| Apriana Augusta Syriaca Commagenorum Gallorum veterana I Thracum Macedonica Vocontiorum |   | I Ulpia Afrorum eq I Flavia Cilicum eq II Ituraeorum III Ituraeorum I Aug. praetoria Lusitanorum eq I Macedonica eq | I Pannoniorum I Thebaeorum eq II Thebaeorum scutata c.R. I Apamenorum eq sagitt |

### Mauretania
| ALA | X | COHORS | COHORS | |
| --- | - | --- | --- | --- |
| III Asturum I Augusta c.R. I Augusta Gallorum I Gallorum Tauriana victrix Gemelliana c.R. I Flavia Numidica I Augusta Nerviana I Pannoniorum II Augusta Thracum I Hamiorum sagitt Parthorum sagitt I Syrorum sagitt II Syrorum sagitt |   | I Flavia Afrorum II Flavia Afrorum I Asturum et Callaecorum III Asturum c.R. eq II Breucorum II Brittonum eq I Chalcidenorum eq VI Commagenorum eq I Corsorum c.R. V Delmatarum c.R. | Aelia expedita I Flavia eq III Gallorum felix IV Gallorum c.R. II Hamiorum I Flavia Hispanorum II Hispanorum c.R. eq I Ituraeorum c.R. I Lemavorum c.R. VII Lusitanorum eq | I Flavia Musulamiorum eq I Nurritanorum II Sardorum IV Sugambrorum IV Tungrorum I Syrorum sagitt II Syrorum eq sagitt |

### Bán đảo Ývà chưa rõ
| ALA                       | X | COHORS | COHORS |
| ------------------------- | - | --- | --- |
| II Flavia Hispanorum HISP |   | III Alpinorum eq (DLM) I Aelia Athoitarum THR I Ausetanorum HISP? Baetica ? BAE? I Flavia Bessorum MCD Callaecorum ? I Celtiberorum eq HISP I Cisipadensium c.R. THR Dacorum ? I Gallica c.R. eq HISP I Delmatarum mill eq (Dalmatia) | I Ligurum AS? maritima BAE Maurorum et Afrorum ? I Musulamiorum LYC VI praetoria BYT III sagittariorum ? I/II nova tironum HISP VIII voluntariorum DLM XXV voluntariorum HISP? |

## Bảng thuật ngữ

### Các danh hiệu theo tên Hoàng đế
| Danh hiệu | Người ban |
| --------- | --- |
| Augusta   | Được Hoàng đế Augustus (cầm quyền từ 37TCN - 14 CN) thành lập hoặc được các con trai của ông (lên làm Hoàng đế) ban.                                                                           |
| Claudia   | Được thành lập hoặc được ban danh hiệu bởi một trong các Hoàng đế Tiberius (cầm quyền từ 14 - 37 CN), Caligula (37 - 41 CN) hoặc Claudius (41 - 54 CN), họ đều là thành viên gia tộc Claudius. |
| Flavia    | Một trong các Hoàng đế Vespasian (cầm quyền từ 69 - 79 CN), Titus (79 - 81 CN) hoặc Domitian (81 - 96 CN).                                                                                     |
| Ulpia     | Hoàng đế Trajan (Marcus Ulpius Traianus, cầm quyền từ 98 - 117 CN) |
| Aelia     | Hoàng đế Hadrian (Publius Aelius Hadrianus, cầm quyền từ 117 - 138 CN) |
| Aurelia   | Hoàng đế Marcus Aurelius (cầm quyền từ 161 - 180 CN) |
| Septimia  | Septimius Severus (cầm quyền từ 197 - 211 CN) |

Vào thế kỷ thứ tư, Hoàng đế Diocletian (Aurelius Valerius Diocletianus, cầm quyền từ 284 - 305 CN) dùng từ Valeria, Constantine Đại đế (Flavius Valerius Constantinus, cầm quyền từ 312-337 CN) và vài người con của ông dùng từ Flavia.

### Các danh hiệu khác
- Civium Romanorum (viết tắt là c.R., "của công dân La-mã"): Lữ đoàn (I) ban đầu bao gồm các công dân La-mã, được thành lập để đối phó với cuộc khởi nghĩa của người Illyria (năm 6 - 9 CN), hoặc (II) là phần thưởng do các Hoàng đế sau này ban cho các Lữ đoàn có cống hiến xuất sắc. Tất cả các thành viên của Lữ đoàn vào thời điểm đó, nhưng không phải cả những người kế nhiệm họ, sẽ được trao quyền công dân La Mã ngay lập tức và ngay tại chỗ.[3]
- Ingenuorum: Lữ đoàn ban đầu được thành lập bao gồm các công dân La Mã thế tập (igenus, số nhiều: ingenui).
- Classica: Lữ đoàn ban đầu bao gồm các thuyền viên hạm đội (classis). Ngoài ra còn được gọi là nauticarum ("của thủy thủ", nautae - thủy thủ) và maritima.
- Tironum: Lữ đoàn gồm toàn tân binh đang trong quá trình huấn luyện (tirones)
- Veterana: Lữ đoàn ban đầu bao gồm các cựu binh đã xuất ngũ được gọi tái ngũ.
- Voluntariorum: Lữ đoàn ban đầu bao gồm toàn tình nguyện quân (voluntarius, số nhiều: voluntarii), trên thực tế chỉ là những nô lệ được giải phóng để chữa cháy cho thảm họa quân sự Illyria.

### Các địa phương trên phiên hiệu Lữ đoàn
Nhóm ngôn ngữ:
- C = Nhóm ngôn ngữ gốc Celt.
- X = không thuộc hệ ngôn ngữ Ấn-Âu.
- X/C = gốc không thuộc hệ ngôn ngữ Ấn-Âu bị pha tạp mạnh từ ngôn ngữ gốc Celt.
- X/S = Nhóm ngôn ngữ gốc Samite.

| Trên phiên hiệu Lữ đoàn               | Bộ tộc/địa phương gốc | Tỉnh của La-mã   | Vị trí địa lý hiện tại (tương đối) | Ngôn ngữ bản địa        | Thông tin thêm                     |
| ------------------------------------- | --------------------- | ---------------- | ---------------------------------- | ----------------------- | ---------------------------------- |
| Afrorum                               | Afri                  | Xứ Bắc Phi       | Tunisia                            | Ngôn ngữ Berber (X)     |                                    |
| Alpinorum                             | Salassi               | Ba tỉnh Alps     | Val d'Aosta, Tây bắc Ý             | Ngôn ngữ Liguria (X/C)  | Các Lữ đoàn Auxilia vùng Alps      |
| Antiochensium                         | Antiochenses          | Xứ Syria         | Antakya - Thổ Nhĩ Kỳ               | Ngôn ngữ Aramaic (X/S)  |                                    |
| Aquitanorum                           | Aquitani              | Gallia Aquitania | Aquitaine, Tây nam Pháp            | Ngôn ngữ Aquitania (X)  |                                    |
| Apamenorum                            | Apameni               | Xứ Syria         | Apamea - Syria                     | Ngôn ngữ Aramaic (X/S)  |                                    |
| Aravacorum                            | Aravaci               | Lusitania        | Burgos - Tây Ban Nha               | Ngôn ngữ Celtiberia (C) |                                    |
| Ascalonitanorum                       | Ascalonitani          | Judaea           | Ascalon - Israel                   | Ngôn ngữ Aramaic (X/S)  |                                    |
| Asturum                               | Astures               | Hispania         | Asturias - Bắc Tây Ban Nha         | Ngôn ngữ Celtiberia (C) |                                    |
| Athoitarum                            | Autariatae            | Dalmatia         | Bosnia                             | Ngôn ngữ Illyria        |                                    |
| Ausetanorum                           | Ausetani              | Hispania         | Bắc Barcelona - Tây Ban Nha        | Ngôn ngữ Iberia (X)     |                                    |
| Baetasiorum                           | Baetasii              | Hạ Germania      | Nam Hà Lan                         | Nhóm ngôn ngữ Tây Đức   |                                    |
| Batavorum                             | Batavi                | Hạ Germania      | Betuwe - Đông Netherlands          | Nhóm ngôn ngữ Tây Đức   |                                    |
| Bessorum                              | Bessi                 | Thracia          | Miền trung Bulgaria                | Ngôn ngữ Thracia        |                                    |
| Biturigum                             | Bituriges             | Lugdunensis      | Berry - Miền trung nước Pháp       | Hệ ngôn ngữ Gaul (C)    |                                    |
| Bosporanorum                          | Bosporani             | Hạ Moesia        | Đông bắc Bulgaria                  | Ngôn ngữ Sarmatia       |                                    |
| Bracarorum (Bracarum) (Bracaraugust.) | Bracari               | Lusitania        | Minho - Bồ Đào Nha                 | Ngôn ngữ Celtiberia (C) |                                    |
| Breucorum                             | Breuci                | Dalmatia         | Bắc Bosnia                         | Ngôn ngữ Illyria        |                                    |
| Brittonum (Britannorum)               | Brittones (Britanni)  | Britania         | Miền bắc đảo Anh                   | Ngôn ngữ Brython (C)    |                                    |
| Callaecorum                           | Callaeci              | Hispania         | Galicia - Tây bắc Tây Ban Nha      | Ngôn ngữ Celtiberia     |                                    |
| Campagonum                            | Campagones            | Hispania         | Miền bắc Tây Ban Nha               | Celtiberian             |                                    |
| Campanorum                            | (Thành phố La-mã)     | Bán đảo Ý        | Campania - Ý                       | Tiếng La-tinh           |                                    |
| Canathenorum                          | Canatheni             | Syria            | Canatha - Syria                    | Ngôn ngữ Aramaic X/S    |                                    |
| Cannanefatium                         | Cananefates           | Hạ Germania      | Nam Holland, Netherlands           | Ngôn ngữ Tây Đức        |                                    |
| Cantabrorum                           | Cantabri              | Hispania         | Cantabria - Bắc Tây Ban Nha        | Ngôn ngữ Celtiberia (C) |                                    |
| Celtiberorum                          | Celtiberi             | Hispania         | Guadalajara - Tây Ban Nha          | Ngôn ngữ Celtiberia (C) |                                    |
| Chalcidenorum                         | Chalcideni            | Bithynia         | Chalcedon, Thổ Nhĩ Kỳ              | Tiếng Hy Lạp            |                                    |
| Cilicum                               | Cilics                | Cilicia          | Icel/Adana - Thổ Nhĩ Kỳ            | Ngôn ngữ Lydia          |                                    |
| Cisipadensium                         | (Thành phố La-Mã)     | Bán đảo Ý        | Emilia-Romagna, Ý                  | Tiếng La-tinh           |                                    |
| Commagenorum                          | Commagene             | Cappadocia       | Gaziantep - Thổ Nhĩ Kỳ             | Tiếng Hy Lạp            |                                    |
| ;;Corsorum                            | Corsi                 | Sardinia         | Bắc Sardinia - Ý                   | Ngôn ngữ Sardinia       |                                    |
| Cretum                                | Cretes                | Creta            | Đảo Crete, Hy Lạp                  | Tiếng Hy Lạp            |                                    |
| Cugernorum                            | Cugerni               | Hạ Germania      | Tây bắc Rhineland - Đức            | Ngôn ngữ Tây Đức        |                                    |
| Dardanorum                            | Dardani               | Macedonia        | Nam Serbia/Kosovo                  | Ngôn ngữ Illyria        |                                    |
| Dacorum                               | Daci                  | Dacia            | România                            | Ngôn ngữ Dacia          |                                    |
| Damascenorum                          | Damasceni             | Syria            | Damascus - Syria                   | Ngôn ngữ Aramaic (X/S)  |                                    |
| Delmatarum                            | Dalmatae              | Dalmatia         | Dalmacja, Croatia                  | Ngôn ngữ Illyria        |                                    |
| Frisiavonum                           | Frisiavones           | HẠ Germania      | Bắc Brabant - Miền Nam Netherlands | Ngôn ngữ Tây Đức        |                                    |
| Gaesatorum                            | Gaesati               | Belgica          | Alsace - Pháp                      | Ngôn ngữ Gaul           |                                    |
| Gaetulorum                            | Gaetuli               | Mauretania       | Algérie                            | Ngôn ngữ Berber (X)     |                                    |
| Galatarum                             | Galatae               | Galatia          | Ankara pr C Turk                   | Galatian (C)            |                                    |
| Gallorum                              | Gauls                 | Lugdunensis      | NE France                          | Gaulish (C)             |                                    |
| Hamiorum                              | Hamii                 | Syria            | Hama, Syria                        | Aramaic (X/S)           |                                    |
| Helvetiorum                           | Helvetii              | Belgica          | SW Switzerland                     | Gaulish (C)             |                                    |
| Hispanorum                            | Hispani               | Hispani          | N Tây Ban Nha                      | Celtiberian (C)         |                                    |
| Ituraeorum                            | Ituraei               | Syria            | Phía nam Liban                     | Aramaic (X/S)           |                                    |
| Latobicorum                           | Latobici              | Pannonia         | C Bosnia                           | Illyrian                |                                    |
| Lemavorum                             | Lemavi                | Hispania         | Galicia, Tây Ban Nha               | Celtiberian (C)         |                                    |
| Ligurum                               | Ligures               | Italia (Liguria) | Liguria, It                        | Ligurian (X/C)          | Alpine regiments of the Roman army |
| Lingonum                              | Lingones              | Belgica          | Langres, NE Fr                     | Gaulish (C)             |                                    |
| Lucensium                             | Lucenses              | Hispania         | Lugo Galicia                       | Celtiberian (C)         |                                    |
| Lusitanorum                           | Lusitani              | Lusitania        | Portugal                           | Celtiberian (C)         |                                    |
| Mattiacorum                           | Mattiaci              | Germania Sup     | Rhineland Pfalz                    | W Germanic              |                                    |
| Maurorum                              | Mauri                 | Mauretania       | Algeria                            | Berber (X)              |                                    |
| Menapiorum                            | Menapii               | Belgica          | W Flanders, Bel                    | Gaulish (C)             |                                    |
| Morinorum                             | Morini                | Belgica          | Pas-de-Calais Fr                   | Gaulish (C)             |                                    |
| Montanorum                            | Montani               | Pannonia         | Julian Alps, Slov                  | Raetian (X/C)           | Alpine regiments of the Roman army |
| Musulamiorum                          | Musulamii             | Mauretania       | E Algeria                          | Berber (X)              |                                    |
| Nerviorum                             | Nervii                | Belgica          | Flandres, Fr                       | Gaulish (C)             |                                    |
| Noricorum                             | Taurisci              | Noricum          | Mid Austria                        | (C)                     | Alpine regiments of the Roman army |
| Numidarum                             | Numidae               | Numidia          | NE Algeria                         | Berber (X)              |                                    |
| Nurritanorum                          | Nurritani             | Sardinia         | cNuoro, N Sardinia                 | Sardinian               |                                    |
| Pannoniorum                           | Pannonii              | Pannonia         | W Hungary                          | Illyrian                |                                    |
| Parthorum                             | Parthi                | Cappadocia       | E Turkey                           | Parthian                |                                    |
| Petreorum                             | Nabataei              | Arabia Pet.      | cPetra Jordan                      | Arabic (X/S)            |                                    |
| Phrygum                               | Phryges               | Galatia          | Eskisehir W Turk                   | Phrygian                |                                    |
| Raetorum                              | Raeti                 | Raetia           | S Ger/Switz                        | Raetian (X/C)           | Alpine regiments of the Roman army |
| Sardorum                              | Sardi                 | Sardinia         | S Sardinia                         | Sardinian               |                                    |
| Scubulorum                            | Scubuli               | Macedonia        | cSkopje Mac                        | Illyrian                |                                    |
| Sequanorum                            | Sequani               | Belgica          | Franche-Comte Fr                   | Gaulish (C)             |                                    |
| Sugambrorum                           | Sicambri              | Germania Inf     | NW Rhineland                       | W Germanic              |                                    |
| Sunucorum                             | Sunici                | Germania Inf     | E Neth                             | W Germanic              |                                    |
| Syrorum                               | Syri                  | Syria            | Syria                              | Aramaic (X/S)           |                                    |
| Thebaeorum                            | Thebaei               | Aegyptus         | Thebes, Egypt                      | Egyptian (X)            |                                    |
| Thracum                               | Thraces               | Thracia          | Bulgaria                           | Thracian                |                                    |
| Trevirorum                            | Treviri               | Belgica          | cTrier Ger                         | Gaulish (C)             |                                    |
| Tungrorum                             | Tungri                | Belgica          | cTongeren (Tongres) Bel            | Gaulish (C)             |                                    |
| Tyriorum                              | Tyrii                 | Syria            | Týros, phía nam Liban              | Phoenicia               |                                    |
| Ubiorum                               | Ubii                  | Germania Inf     | NW Rhineland                       | W Germanic              |                                    |
| Vangionum                             | Vangiones             | Germania Sup     | Mainz/Worms Ger                    | W Germanic              |                                    |
| Varcianorum                           | Varciani              | Pannonia         | E Croatia                          | Illyrian                |                                    |
| Vardulorum                            | Varduli               | Hispania         | Guipuzcoa, Tây Ban Nha             | Old Basque (X)          |                                    |
| Vasconum                              | Vascones              | Hispania         | Navarra, Tây Ban Nha               | Old Basque              |                                    |
| Vettonum                              | Vettones              | Lusitania        | Salamanca pr Sp                    | Celtiberian (C)         |                                    |
| Vindelicorum                          | Vindelici             | Raetia           | Black Forest, Ger                  | Celtic/German           | Alpine regiments of the Roman army |
| Vocontiorum                           | Vocontii              | Lugdunensis      | Dauphiné, Fr                       | Gaulish (C)             |                                    |

### Các thuật ngữ khác
- singularium: các kị đội tinh nhuệ được tách từ equites singulares Augusti ("kỵ vệ binh hoàng gia") sau các chiến dịch để thành lập các ala (kị đoàn) chính quy.
- contariorum: Lữ đoàn kị thương thủ (từ danh từ La-tinh contus, một loại kỵ thương dài), được triển khai ở Pannonia để đối phó với chiến thuật của người Sarmatia.

## Trích dẫn
1. ↑  Goldsworthy 2000 127
2. ↑  Keppie 1996 391"
3. ↑  Goldsworthy Complete Roman Army 97